# Deutsche Uhrenstraße

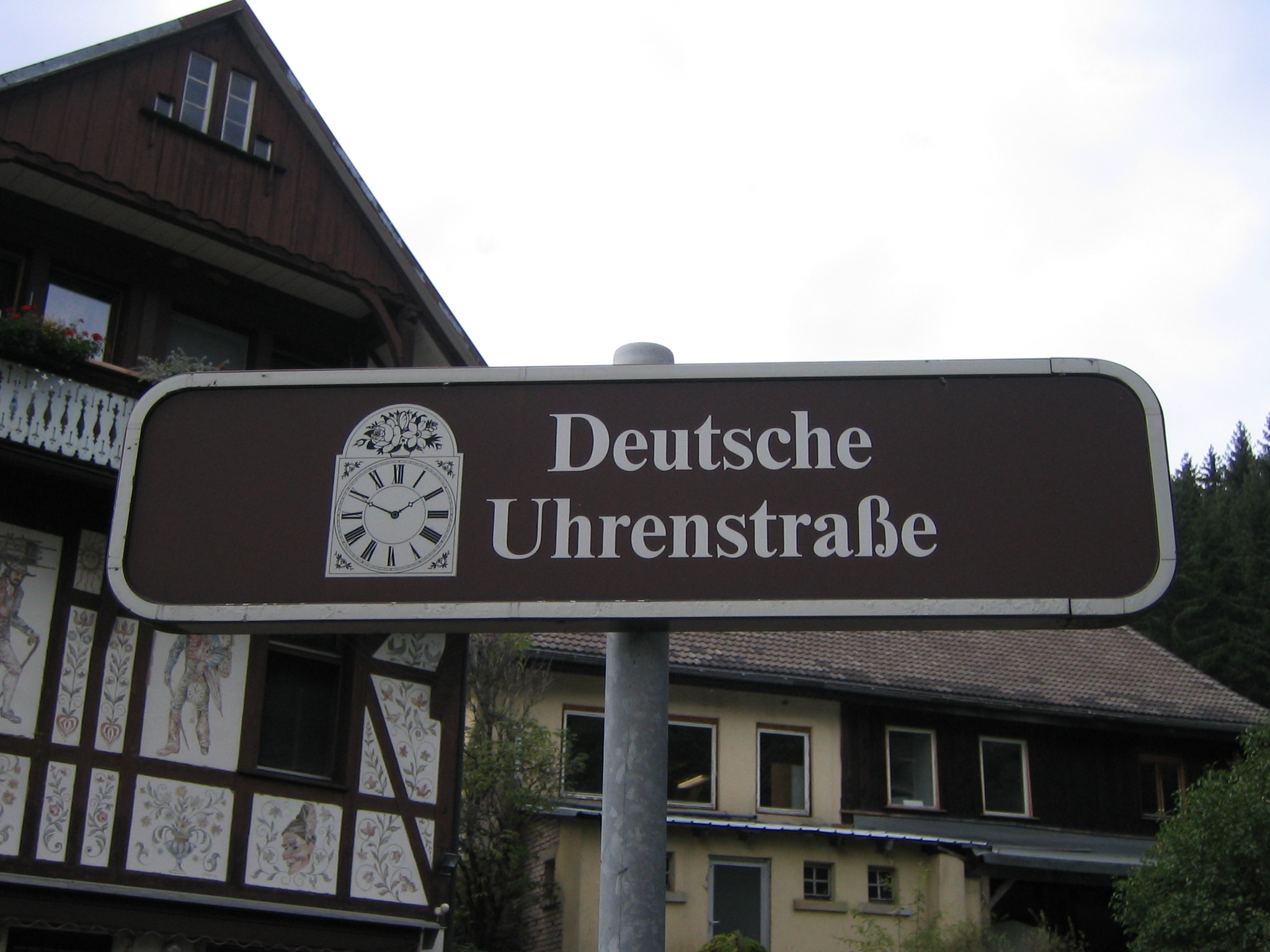

De Deutsche Uhrenstraße is een toeristische autoroute in Duitsland. De bewegwijzerde route loopt door het Zwarte Woud (onder andere Schonach, Furtwangen, Triberg) en is gewijd aan de klokkenmakerij.